# Serra de Montaner
La Serra de Montaner o Serra de Boixadors és una serra amb una elevació màxima de 848,9 metres que s'aixeca al sud del municipi de La Molsosa (Solsonès) pràcticament fent frontera amb el municipi de Sant Pere Sallavinera a l'Anoia. La serra pren el nom d'una masia anomenada Montaner (al terme municipal de la Molsosa 41° 46′ 40.54″ N, 1° 32′ 39.02″ E / 41.7779278°N,1.5441722°E) que es troba al peu del vessant septentrional de la serra.